# Aproximante lateral retroflexa
A aproximante lateral retroflexa é um tipo de fonema usado em algumas línguas faladas. O símbolo no Alfabeto Fonético Internacional que representa este som é ⟨ɭ⟩, e o símbolo X-SAMPA equivalente é l`.
O aproximante lateral retroflexo contrasta fonemicamente com sua contraparte surda /ɭ̊/ em Iaai e toda. Em ambas as línguas, também contrasta com mais anterior /l̥, l/, que é dentário em Iaai e alveolar em Toda.

## Características
- Sua forma de articulação é aproximada, o que significa que é produzida pelo estreitamento do trato vocal no local da articulação, mas não o suficiente para produzir uma corrente de ar turbulenta.
- Seu local de articulação é retroflexo, o que significa prototipicamente que ele está articulado subapical (com a ponta da língua enrolada para cima), mas de forma mais geral, significa que é pós-alveolar sem ser palatalizado. Ou seja, além da articulação subapical prototípica, o contato da língua pode ser apical (pontiagudo) ou laminal (plano).
- Sua fonação é expressa, o que significa que as cordas vocais vibram durante a articulação.
- É uma consoante oral, o que significa que o ar só pode escapar pela boca.
- É uma consoante lateral, o que significa que é produzida direcionando o fluxo de ar para os lados da língua, em vez de para o meio.
- O mecanismo da corrente de ar é pulmonar, o que significa que é articulado empurrando o ar apenas com os pulmões e o diafragma, como na maioria dos sons.

## Ocorrência
| Língua            | Língua                         | Palavra       | AFI         | Significado                                          | Notas |
| ----------------- | ------------------------------ | ------------- | ----------- | ---------------------------------------------------- | --- |
| Basquir           | Basquir                        | ел            | [jɪ̞ɭ]ⓘ      | Vento                                                | Apical retroflexo lateral; ocorre em contexto de vogais frontais.                                                               |
| Enindhilyagwa     | Enindhilyagwa                  | marluwiya     | [maɭuwija]  | Emu                                                  | |
| Feroês            | Feroês                         | árla          | [ɔɻɭa]      | Cedo                                                 | Alofone of /l/ depois de /ɹ/.                                                                                                   |
| Francês           | Padrão                         | belle jambe   | [bɛɭ ʒɑ̃b]   | Linda perna                                          | Alofone de /l/ before /f/ e /ʒ/ para alguns falantes.                                                                           |
| Guzerate          | Guzerate                       | નળ            | [nəɭə]      | Toque                                                | Representado por ⟨ળ⟩. Pronunciado como /ɭə/.                                                                                    |
| Canada            | Canada                         | ಎಳ್ಳು           | [ˈeɭɭu]     | Sésamo                                               | Representado por ⟨ಳ⟩ |
| Coreano           | Coreano                        | 솔/sol        | [soɭ]       | Pinho                                                | Representado por ⟨ㄹ⟩. Pode ser também pronunciado como /l/. Pronunciado como /ɾ/ no começo de sílaba                           |
| Khanty            | Dialetos orientais             | пуӆ           | [puɭ]       | Pouco                                                | |
| Khanty            | Alguns dialetos do norte       | пуӆ           | [puɭ]       | Pouco                                                | |
| Katukina-kanamari | Katukina-kanamari              |               | [ɭuːˈbɯ]    | Ir                                                   | |
| Malayalam         | Malayalam                      | മലയാളി          | [mɐl̪əjɐ̞ːɭ̺ɪ] | Povo Malayali                                        | Representado por ⟨ള⟩. Apical. Nunca no começo de palavras e formas longas e curtas são contrastiva medialmente em palavras.     |
| Mapudungun        | Mapudungun                     | mara          | [ˈmɐ̝ɭɜ]     | Lebre                                                | Possível realização de /ʐ/; pode ser [ʐ] ou [ɻ] no lugar.                                                                       |
| Marata            | Marata                         | बाळ            | [baːɭ]      | Bebê, criança                                        | Representado por ⟨ळ⟩. Pronunciado como /ɭə/.                                                                                    |
| Miyako            | Dialeto Irabu.                 | 昼間 ピィルマ | [pɭːma]     | Dia                                                  | Alofone de /ɾ/ usado em todo lugar exceto no começo de sílabas.                                                                 |
| Norueguês         | Dialetos centrais e orientais. | farlig        | [ˈfɑːɭi]    | Perigoso                                             | |
| Oriá              | Oriá                           | ଫଳ            | [pʰɔɭɔ]     | Fruta                                                | Representado por ⟨ଳ⟩. Pronunciado como /ɭɔ/.                                                                                    |
| Rajasthani        | Rajasthani                     | फळ            | [pʰəɭ]      | Fruta                                                | Representado por ⟨ळ⟩. |
| Punjabi           | Gurmukhi                       | ਤ੍ਰੇਲ਼           | [t̪ɾeɭ]      | 'dew'                                                | Representado por ⟨ਲ਼⟩ e ⟨لؕ⟩. Pode ser necessário suporte de codificação para ver a carta em Shahmukhi.                           |
| Punjabi           | Shahmukhi                      | تریࣇ          | [t̪ɾeɭ]      | 'dew'                                                | Representado por ⟨ਲ਼⟩ e ⟨لؕ⟩. Pode ser necessário suporte de codificação para ver a carta em Shahmukhi.                           |
| Sânscrito         | Védico                         | गरुळ           | [gɐruɭɐ]    | O pássaro mitológico que é o vahana do Senhor Vishnu | Representado por ⟨ळ⟩. Pronounced as /ɭɐ/. Essa consoante estava presente no sânscrito védico mas virou ड no sânscrito clássico. |
| Sueco             | Sueco                          | sorl          | [soːɭ]ⓘ     | Murmuro                                              | |
| Tâmil             | Tâmil                          | ஆள்            | [äːɭ]       | Pessoa                                               | Representado por ⟨ள்⟩. |
| Telugu            | Telugu                         | నీళ్ళు           | [niːɭɭu]    | Água                                                 | Representado por ⟨ళ⟩ |